# Geldkauri
De geldkauri (Monetaria moneta) is een zeeslak uit de familie Cypraeidae. De wetenschappelijke naam van de soort is gepubliceerd in 1758 door Linnaeus in de tiende editie van Systema naturae. De naam refereert aan het gebruik van deze schelp als schelpengeld. Ook andere Monetaria-soorten vervulden deze functie. 

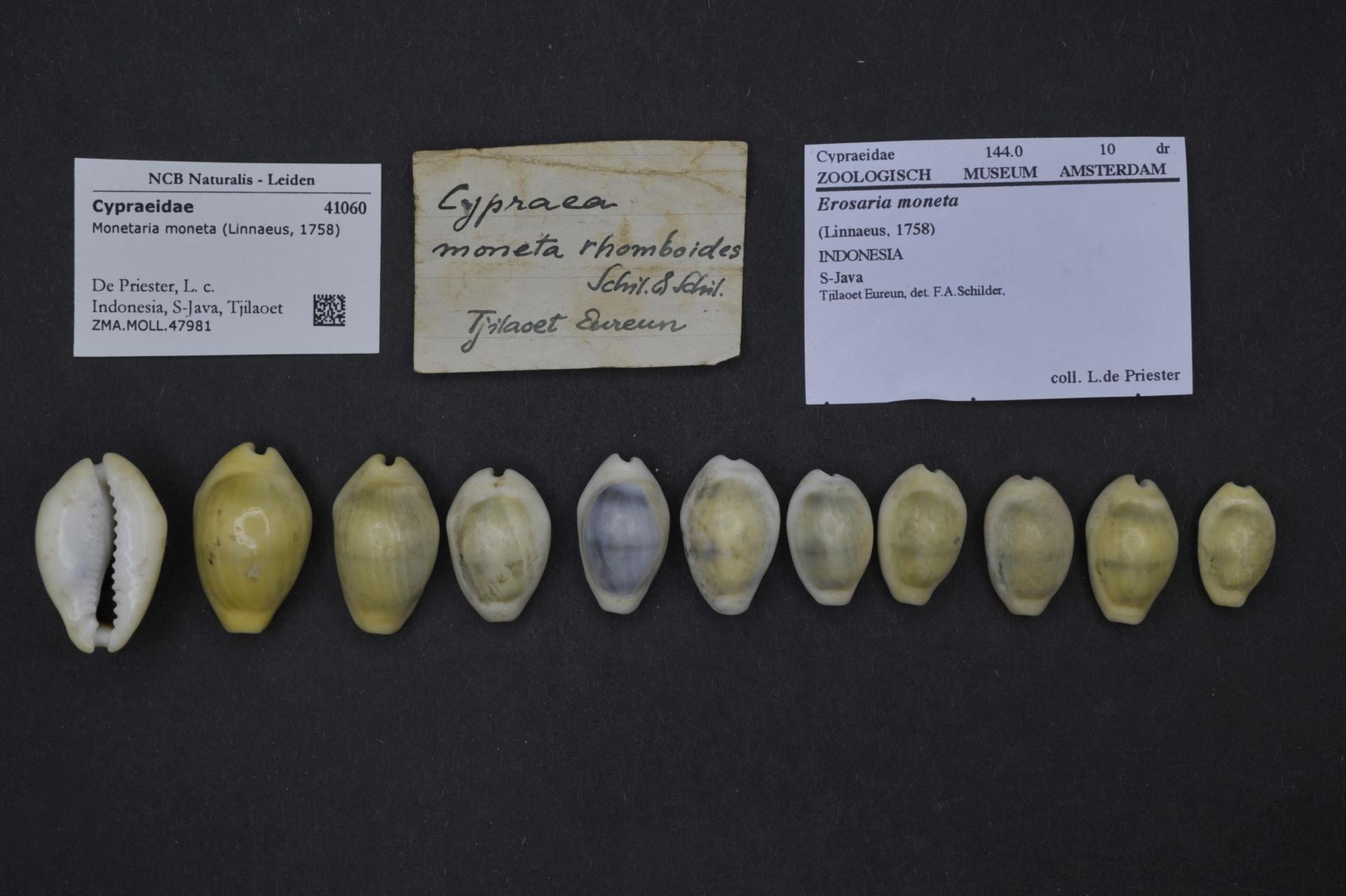
Museumexemplaren van Naturalis uit Cilauteureun (Java)
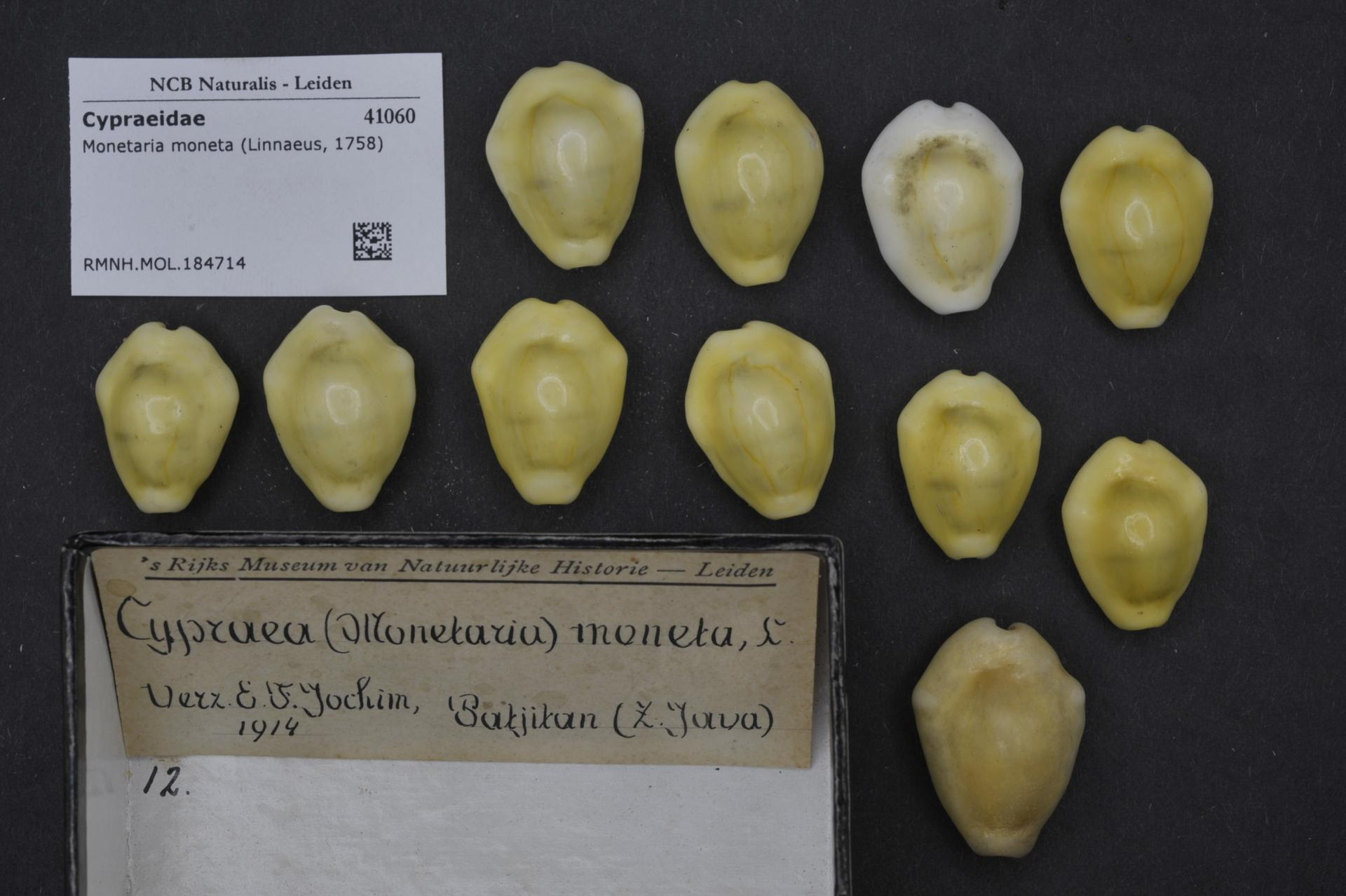
Museumexemplaren van Naturalis uit Pacitan (Java) uit 1914